# Cmentarz katolicki w Żelechowie

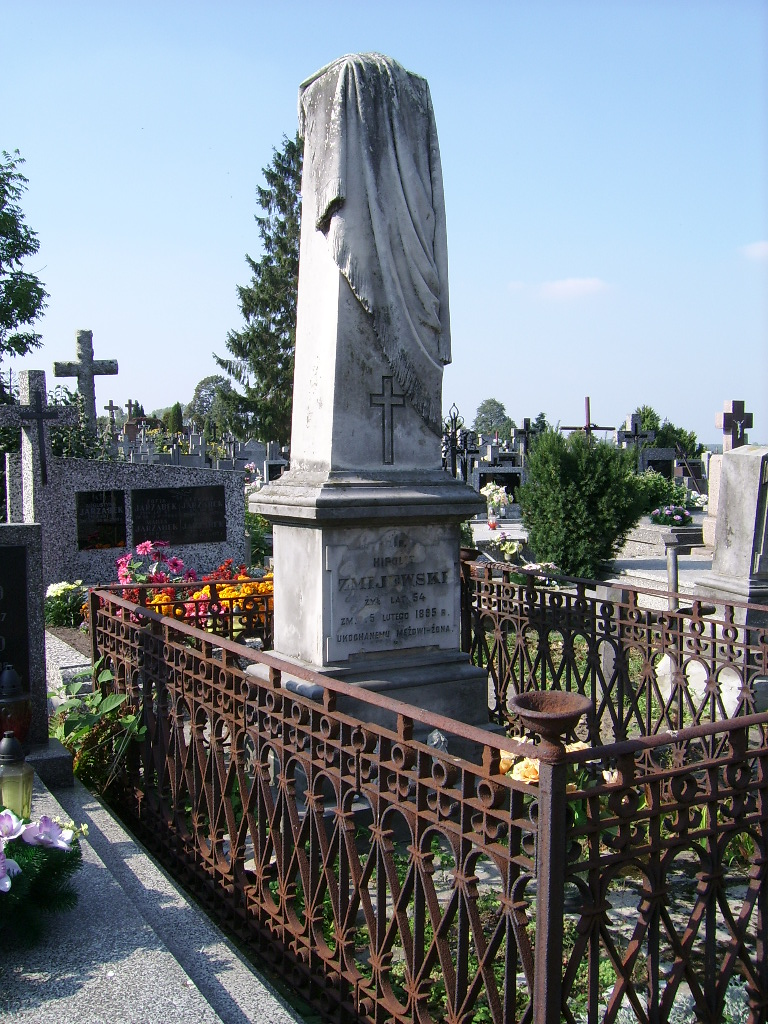
Nagrobek z 1895 roku

Cmentarz katolicki w Żelechowie to miejsce pochówku wiernych z tutejszej parafii. Znajduje się tam wiele zabytkowych nagrobków. Pochowani są m.in. Ignacy Wyssogota Zakrzewski, pierwszy prezydent Warszawy i Ludwik Pudło, przedwojenny burmistrz Żelechowa.

## Historia cmentarza
Powstanie cmentarza w 1800 roku zostało wymuszone przez władze austriackie. Decyzja związana była z problemami higienicznymi przy prowadzeniu pochówków w centrum miasta (na tyłach kościoła parafialnego). Cmentarz umiejscowiono na wzniesieniu pomiędzy obecnymi ulicami Długą i Wilczyską przy ówczesnym trakcie Warszawskim. Jako jeden z pierwszych parafian, w 1802 roku, pochowany tu został dziedzic żelechowski Ignacy Wyssogota Zakrzewski. Zadłużonych Zakrzewskich nie było stać na kaplicę. Obecnie miejsce pochówku Zakrzewskiego jest ogrodzone i upamiętnione tablicami. Na cmentarzu istniało oddzielne miejsce dla pochówku nieochrzczonych dzieci, a później także prawosławnych wojskowych, tzw. kładobizna.
W 1834 roku cmentarz otoczono parkanem wykonanym z polnych kamieni. Z lat 40. i 50. XIX wieku pochodzą najstarsze zachowane nagrobki: Katarzyny z Bielasów Moreszowej (zm. 1845), rodzeństwa Nowackich (zm. 1850, 1859). W 1852 roku, ówczesny dziedzic Żelechowa, Jan Ordęga wybudował na osi głównej alei cmentarza kaplicę pw. św. Krzyża. Pochowana została tam jego żona Karolina, mimo iż była ona luteranką. Zmarła ona w 1851 roku. Władze kościelne wymusiły jednak na Ordędze przeniesienie ciała żony. Później, także inni członkowie rodziny zostali pochowani w tym miejscu. Kaplica jest budynkiem klasycystyczny, na planie prostokąta. Front zwieńczony jest trójkątnym szczytem z tympanonem wypełnionym dekoracją z herbem Ordęgów – Łodzią. Znajdują się tam epitafia Karoliny z Danglów Ordężyny i Tereni Ordęga (zm. 1859). Ordęgowie, aż do czasów kryzysu gospodarczego w 1932 roku, opłacali specjalną subwencję dla parafii na rzecz utrzymania kaplicy.
W 1854 roku na cmentarzu pochowano dużą liczbę żołnierzy zmarłych z powodu epidemii tyfusu. W latach 70. XIX wieku powiększono cmentarzu. W 1882 otoczono go murem w cegły. W 1896 roku ponownie pojawiły się problemy z pochowaniem protestanta – tym razem kalwina Artura Piaskowskiego, właściciela dóbr zadybskich, który z racji swoich przekonań nie opłacał składek na rzecz parafii. W latach 90. XX wieku ponownie powiększono cmentarz.

## Pochowane osoby

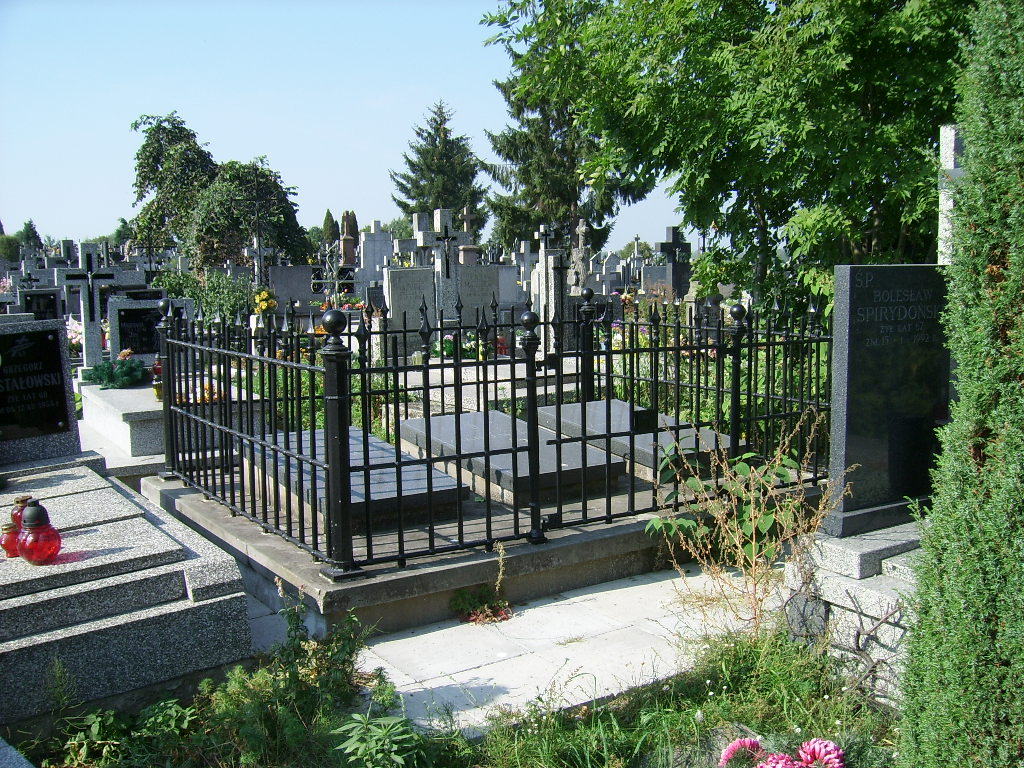
Grób rodziny Zakrzewskich

- Ignacy Wyssogota Zakrzewski – na jego grobie znajduje się napis zawierający dwa błędy. Podana jest błędna data jego śmierci (powinno być 1802, a nie 1801). Zakrzewski nigdy nie był prezesem Rady Nieustającej tylko Rady Tymczasowej.
- wielu członków rodziny Ordęgów
- Ludwik Pudło – przedwojenny burmistrz Żelechowa[1].
- uczestnicy kampanii wrześniowej.